# Люди Икс (фильм)
«Люди Икс» (англ. X-Men) — американский супергеройский фильм 2000 года, снятый режиссёром Брайаном Сингером и сценаристом Дэвидом Хейтером по сюжету Сингера и Тома ДеСанто. Фильм основан на одноимённой команде супергероев из комиксов Marvel Comics. Ключевые роли сыграли Патрик Стюарт, Иэн Маккеллен, Хью Джекман, Хэлли Берри, Фамке Янссен, Джеймс Марсден, Брюс Дэвисон, Ребекка Ромейн, Рэй Парк и Анна Пэкуин.
Фильм рассказывает о мутантах — людях со сверхчеловеческими способностями. Мутанты Логан и Роуг оказываются втянутыми в борьбу двух групп мутантов с разными взглядами на мир: команда Людей Икс, собранная профессором Чарльзом Ксавье, который считает, что люди и мутанты должны жить вместе мирно, и Братство мутантов, возглавляемое Эриком Леншером, бывшим узником Освенцима, который считает, что мутанты и люди никогда не смогут сосуществовать.
Разработка фильма началась ещё в 1984 году, производством тогда занималась Orion Pictures, когда Джеймс Кэмерон и Кэтрин Бигелоу вели обсуждения. Права на экранизацию комиксов были куплены в 1994 году компанией 20th Century Fox, заказы на сценарий были сделаны Эндрю Кевину Уокеру, Джону Логану, Джоссу Уидону и Майклу Шейбону. В 1996 году режиссёром стал Брайан Сингер, после чего Эд Соломон, Сингер, Том ДеСанто, Кристофер Маккуорри и Хейтер переписали сценарий, Зверь и Ночной Змей были убраны из фильма из-за проблем с бюджетом. Фильм является американским дебютом Джекмана, сыгравшего роль Росомахи. Съёмки проходили с 22 сентября 1999 года по 3 марта 2000 года, в основном в Торонто.
Премьера состоялась 12 июля 2000 года на острове Эллис, а 14 июля начался широкий прокат. Фильм имел кассовый успех, заработав более 296,3 миллиона долларов по всему миру, и получил положительные отзывы критиков, высоко оценивших достоинства фильма, особенно исполнение Джекманом Росомахи, сюжет и тематическую глубину. Успех фильма привёл к серии сиквелов, приквелов, перезапусков и спин-оффов, а общий успех серии помог породить появление супергеройских фильмов.

## Сюжет
Польша, 1944 год. По прибытии в концлагерь мальчика разлучают с родителями, и когда их закрывают за металлическими воротами, он изгибает металл силой мысли. В недалёком будущем, девушка Мари во время первого в жизни поцелуя с парнем, прикоснувшись к нему, вводит его в кому. В это время на слушаниях в сенате сенатор Роберт Келли рассказывает об опасности мутантов — людей со сверхспособностями — и призывает ввести закон о регистрации мутантами своих способностей. С галереи зала заседания за процессом следят два мутанта — пожилые Чарльз Ксавье и Эрик Леншерр, мальчик из концлагеря. При встрече Эрик, взявший себе прозвище Магнито, сообщает Чарльзу, что намерен воевать с людьми, поскольку считает, что мутанты — высшее звено эволюции — не смогут сосуществовать с людьми.
Тем временем Мари сбежала из дома и взяла себе прозвище Роуг. В баре она встречает другого мутанта — Логана, чьи способности — это мгновенная регенерация и умение выдвигать из костяшек пальцев адамантиевые когти, из-за чего он взял себе кличку Росомаха. Роуг проникает в его фургон, и ему приходится оставить её у себя. Но по дороге на них нападает приспешник Магнито — Саблезубый. Он одолевает Росомаху, а Роуг застревает в горящем фургоне. К ним на помощь приходят ученики Ксавье — Циклоп и Шторм, они спасают Роуг и доставляют её с Логаном в Школу для мутантов, созданную Чарльзом. Он обладает способностью читать мысли людей и внушать свои.
Профессор представляет Логану своих учеников — Людей Икс — Джин Грей, Шторм и Циклопа. Джин владеет телекинезом и телепатией, Шторм умеет управлять погодой, а Циклоп может выпускать пучок энергии из глаз. Чарльз сообщает Логану, что Магнито заинтересован им, а также узнаёт, что Логан не помнит своё прошлое и обещает помочь ему после того, как они одолеют Магнито. Мистик и Жаба, соратники Магнито, похищают сенатора Келли и привозят в логово Магнито, где он испытывает на нём машину по превращению людей в мутантов. Однако сенатор получает способность становиться полужидким существом, при помощи чего пробирается сквозь решётку и попадает в реку. В Школе ночью Роуг приходит к Логану, и видя кошмарный сон, он пронзает её своими лезвиями. Но Роуг удаётся излечить себя, коснувшись Логана. Профессор рассказывает ему, что Роуг способна касанием перенимать жизненную силу людей, а у мутантов их способности, в его случае — регенерацию. Утром Мистик, принявшая облик друга Роуг — Бобби, сообщает ей, что Профессор зол на неё и она должна уйти из школы. Для её поиска Ксавье использует Церебро, устройство, усиливающее его телепатические способности, и узнаёт, что она на вокзале. Пока Люди Икс отправились за Роуг, Мистик пробирается к Церебро и устраивает поломку. Логан находит Роуг в поезде, и уговаривает вернуться. Но приходит Магнито, и победив Росомаху, забирает Роуг. Ксавье пытается остановить Магнито, контролируя Саблезубого, но когда Магнито угрожает полиции, ему приходится их отпустить.
В Школу приходит сенатор, из мыслей которого Ксавье узнаёт о машине Магнито, но вскоре сенатор, превратившись в водяной пузырь, лопается и умирает. Ксавье снова использует Церебро, но из-за устроенной Мистик поломки впадает в кому. Тогда Джин пробует воспользоваться Церебро, и узнаёт, что Магнито разместил свою машину в Статуе Свободы и хочет мутировать мировых лидеров на саммите, не зная, что такие мутанты будут вскоре умирать как сенатор. Люди Икс прибывают на остров. Магнито планирует, чтобы Роуг переняла его силы для активации машины, поскольку испытание машины чуть его не убило. Люди Икс сражаются с мутантами Магнито и с боем прорываются к нему. После командной работы Циклоп стреляет в Магнито, а Росомаха уничтожает машину. Эрика сажают в пластиковую тюрьму, а Мистик, приняв облик сенатора Келли, работает в сенате.

## В ролях
| Актёр          | Роль                                    |
| -------------- | --------------------------------------- |
| Хью Джекман    | Джеймс Логан / Росомаха                 |
| Патрик Стюарт  | профессор Чарльз Ксавье / Профессор Икс |
| Иэн Маккеллен  | Эрик Леншер / Магнето                   |
| Джеймс Марсден | Скотт Саммерс / Циклоп                  |
| Хэлли Берри    | Ороро Монро / Шторм                     |
| Ребекка Ромейн | Рэйвен Даркхолм / Мистик                |

| Актёр        | Роль                      |
| ------------ | ------------------------- |
| Фамке Янссен | Джин Грей                 |
| Брюс Дэвисон | сенатор Роберт Келли      |
| Анна Пэкуин  | Мари дАнканто / Роуг      |
| Рэй Парк     | Мортимер Тойби / Жаба     |
| Тайлер Мэйн  | Виктор Крид / Саблезубый  |
| Шон Эшмор    | Бобби Дрейк / Человек-лёд |

Небольшая роль была у голоса Зверя в мультсериале, Джорджа Бьюзы, он сыграл водителя грузовика, который подбросил Роуг в бар. В фильме есть камео популярных персонажей из комиксов: Китти Прайд в исполнении Самелы Кей, Джубили Катрины Флоренс и Пиро, которого сыграл Александр Бартон. В фильме есть очень короткие камео создателей фильма — Тома ДеСанто, Дэвида Хейтера и Стэна Ли. В 2017 году Кевин Файги рассказал, что в фильме у него могла быть небольшая роль. Он был техником Оружия Икс, вытаскивающим когти Росомахи из печи, весь покрыт одеждой, что его нельзя было узнать, но эта сцена не попала в окончательную версию фильма.

## Производство

### Сценарий
В 1990 году Крис Клэрмонт и Стэн Ли пришли в офис студии Джеймса Кэмерона Lightstorm Entertainment с предложением об экранизации комиксов о Людях Икс. В то время Клэрмонт видел в роли Росомахи Боба Хоскинса, а в роли Шторм Анджелу Бассетт. Кэмерон предложил на роль режиссёра Кэтрин Бигелоу, но во время разговора Стэн Ли заинтересовал его Человеком-пауком и сделка так и не состоялась. В декабре 1992 года Marvel обсуждали продажу прав на экранизацию компании Columbia Pictures, но не добились результата.
В 1994 году 20th Century Fox и продюсер Лорен Шулер Доннер приобрели права на фильм, а для написания сценария пригласили Эндрю Кевина Уокера. В июне 1994 года Уокер сдал черновик сценария. По нему профессор Ксавье принимал Росомаху в ряды Людей Икс, в которые входили Циклоп, Джин Грей, Человек-лёд, Зверь и Ангел. Братство мутантов, состоящее из Магнето, Саблезубого, Жабы, Джаггернаута и Пузыря, пыталось захватить Нью-Йорк, а Генри Питер Гайрич и Боливар Траск атаковали Людей Икс тремя Стражами высотой 8 футов (2,4 м). В сценарии основное внимание уделялось соперничеству между Росомахой и Циклопом. В предыстории Магнето, Чернобыльская авария была результатом его мести людям. В сценарии также фигурировали X-коптер и Комната Опасности. В начале 1996 года Майкл Шейбон отправил Fox письмо, в котором рассказал о четырёх элементах, которые делают Людей Икс популярными, и предложил на следующих шести страницах набросок начала фильма и вкратце дальнейшее продолжение, в котором, по его мнению учитывались все четыре элемента. Сценарий опирался на развитие отношений между Росомахой и Джубили.
В числе кандидатур на пост режиссёра были Бретт Ратнер и Роберт Родригез, который отклонил предложение. В 1995 году Том ДеСанто пытался заинтересовать своего друга, Брайана Сингера, в создании фильма о Людях Икс — ДеСанто был сопродюсером в его фильме «Подозрительные лица». ДеСанто считал, что Сингер — именно то, что нужно для фильма о Людях Икс — так же считали и Fox, и Лорен Шулер Доннер. Однако Сингер ничего не знал о комиксе, и потому не проявил интерес к экранизации. Он дважды отказывался от предложения, но в третий раз, в июле 1996, согласился и был официально назначен режиссёром. По словам Сингера, ему понравилась метафора дискриминации в комиксе. После этого Сингер увлёкся идеями, отображёнными в комиксах. Он начал читать старые комиксы о Людях Икс, посмотрел все эпизоды мультсериала, читал литературу о персонажах.
В августе 1996 года работу над сценарием начал Эд Соломон. В сентябре он представил первый черновик, а в конце года — переработанный вариант. Том ДеСанто не был доволен первыми сценариями, «Они не понимали, о чём идёт речь. Речь идёт о Ксавье и Магнето. Это Мартин Лютер Кинг и Малкольм Икс и следующая волна эволюции человечества». Для доработки были приглашены Джон Логан и Джеймс Шамус; последний специально для проработки персонажей.
Том ДеСанто и Брайан Сингер начали писать свой сценарий, и для его доработки пригласили Кристофера Маккуорри. Сингеру нужен был персонаж, который вошёл бы в события вместе со зрителями. Он выбрал Роуг; она обычный подросток с парнем и планами проехать через всю Америку, когда закончит школу. С ней зритель мог ассоциировать себя. Сингер взял некоторые черты Китти Прайд и Джубили и объединил их в Роуг. Ещё одна причина выбора Роуг в том, что её мутация наиболее ярко показывает проклятие мутанта. Сингер стремился сделать супергероику правдоподобной. По словам ДеСанто: «Он всегда все оспаривал». Вместо комиксовых спандексов, Сингер выбрал в качестве одежды чёрную кожу. Из-за «нового стандарта» боевых сцен, установленного «Матрицей», споры велись и о боевых сценах. Поэтому в фильме содержится хореография боевых искусств в стиле «Матрицы», поставленная Кори Юэном.
Летом 1998 года студия утвердила бюджет в 75 миллионов долларов. В конце года ДеСанто и Сингер предложили Fox сценарий с рассчетным бюджетом 80 миллионов долларов, однако Fox настаивали на урезании 5 миллионов. Сингеру пришлось удалить из сценария Зверя, Пиро и тренировку Людей Икс в Комнате опасности. После этого проекту дали «зелёный свет».
Позже студия пригласила Джосса Уидона для написания последнего боя в третьем акте. Но он сказал, что проблема есть во всем сценарии и переписал его в свою версию. В нём была Комната опасности и в финале Джин Грей превращалась в Феникса. Однако сценарий Уидона не приняли потому, что «его остроумный тон ссылаться на поп-культуру не сочетался с более серьёзным видением Брайана Сингера». В итоге в фильме остались только два диалога, написанные Уидоном.
В феврале 1999 года Эд Соломон, Крис Маккуорри, Том ДеСанто и Брайан Сингер написали сценарий. В это время Сингер поручил Дэвиду Хейтеру писать новые сцены, так как Хейтер хорошо знал комиксы. Он рассказал, что когда Ральф Винтер попросил его выделить в сценарии всё им написанное это составило 55 % сценария и Питеру Райсу пришлось заключить с Хейтером сделку в 35 тысяч долларов. Также в титрах Хейтер значился единственным сценаристом. Однако по другим данным, большую часть сценария написали Эд Соломон и Кристофер Маккуорри. Маккуорри был так зол на студию за этот «мучительный процесс», что убрал своё имя из фильма и уговорил сделать то же самое Соломона. «В то время я больше не хотел, чтобы моё имя фигурировало в фильме, если это не полностью моя работа», — прокоментировал Соломон. «В первый год Крис отказался как минимум от 1 миллиона долларов», — отметил Хейтер.

### Кастинг
В мае 1999 года стало известно об утверждении на роль Магнито Иэна Маккелена. Как рассказал режиссёр, «Иэну понравилась идея фильма из-за аллегории на геев: мутанты представлены как одинокие аутсайдеры, лишённые прав, и все это происходит в период полового созревания, когда проявляется их „отличие“. Иэн — активист, и он действительно откликнулся на потенциал этой аллегории».
Профессор Икс был единственным персонажем «Людей Икс», который избежал споров среди фанатов о выборе актёра, поскольку изначальным выбором продюсера Ричарда Доннера и режиссёра Брайана Сингера был Патрик Стюарт, к которому, с предложением о роли Профессора, они обратились во время съёмок «Теории заговора», на что актёр дал согласие. В мае 1999 года Патрик Стюарт подписал контракт и пополнил актёрский состав фильма, состоявший тогда только из Иэна Маккелена.
Ещё в 1995 году студия искала актёра на роль Росомахи. Идеальным кандидатом тогда стал певец Гленн Данциг — он полностью соответствовал росту и телосложению Росомахи. Однако он отклонил предложение из-за конфликта с расписанием гастрольного тура. Когда Сингер был назначен режиссёром его выбор пал на Рассела Кроу, но тот отказался от роли, посоветовав своего друга и соотечественника Хью Джекмана. Кастинг продолжался, и, спустя множество актёров, Fox остановились на Дугрее Скотте, с которым в июне 1999 года подписали контракт на исполнение роли Росомахи. В это время Скотт начал съёмки в «Миссии невыполнимой 2» и должен был закончить к сентябрю, когда были намечены съёмки Людей Икс. Когда же съёмки вот-вот должны были начаться, оказалось, что Скотт ещё не может освободится из Миссии. Fox до последнего надеялись, что Paramount успеет освободить Скотта к началу съёмок, но после того, как стало ясно, что Скотт не успеет закончить съёмки в Миссии невыполнимой, студия провела рекаст — на роль был взят малоизвестный Хью Джекман.

### Съёмки

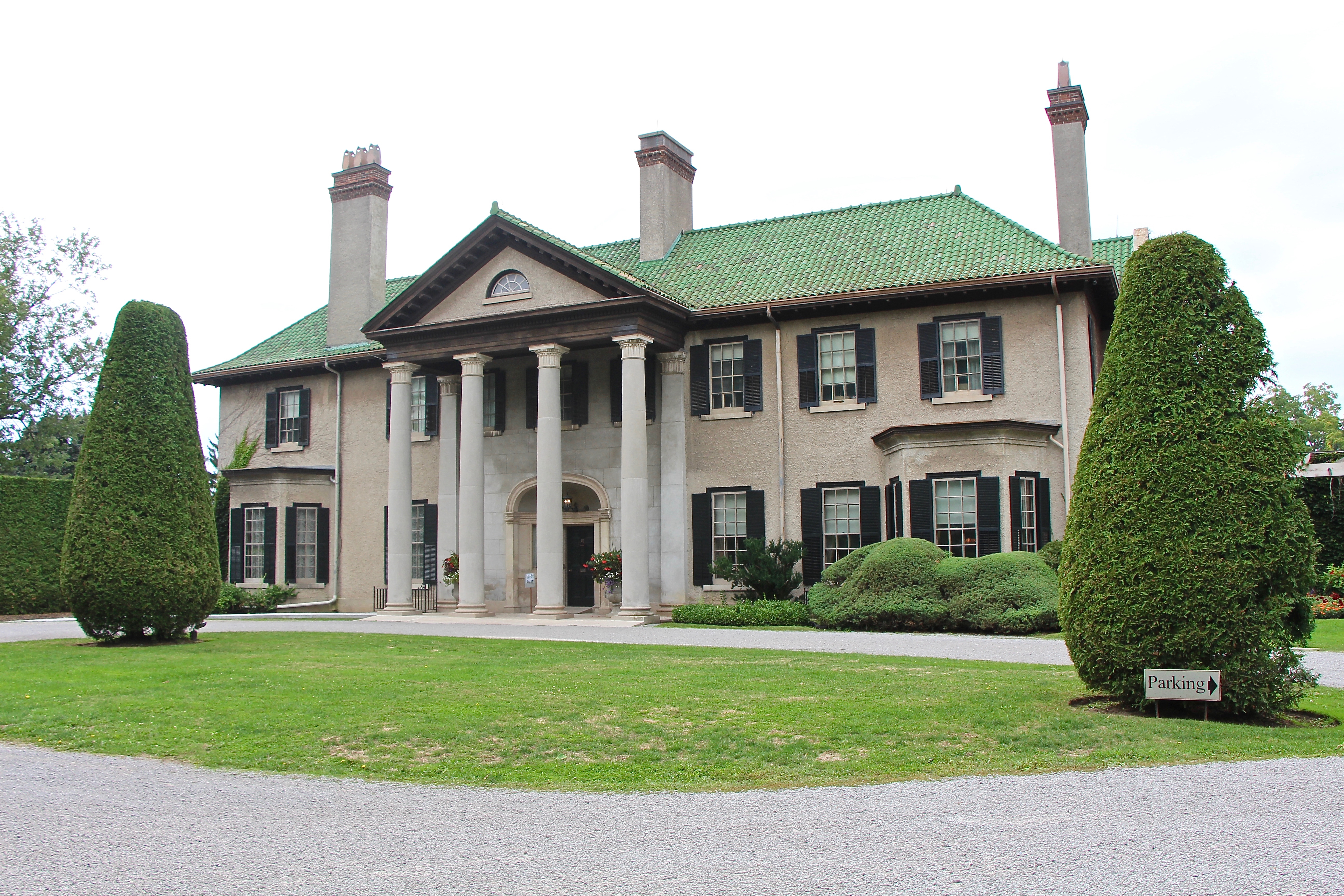
В качестве внешнего вида Школы для мутантов использовался Парквуд Эстэйт (Parkwood Estate), Ошава

Сперва дата начала съёмок была намечена на середину 1999 года, а выход фильма планировался на рождество 2000 года. Из-за того, что Стивен Спилберг перенёс дату выхода своего фильма «Особое мнение» на конец года, Fox были вынуждены перенести выход «Людей Икс» на июль 2000 года, чтобы заполнить пустоту в графике выхода фильмов.
Съёмки проходили с 22 сентября 1999 по 3 марта 2000 года. Фильм снимался на множестве локаций: заброшенный алкогольный завод Gooderham & Worts Distillery был использован в качестве концлагеря в начале и бара, в котором дрался Росомаха; в зале Совета Метро Холла снимались слушания в Сенате; логово Магнето было построено в заповеднике Гринвуд; внешний вид особняка профессора Икс представляло поместье Парквуд Эстэйт, а интерьеры снимались в замке Каса Лома. В качестве Острова Свободы, на котором стоит Статуя Свободы, был выбран Спенсер Смит Парк в Берлингтоне.
Создатели фильма решили не повторять костюмы из комиксов. Это решение поддержали создатели Людей Икс Стэн Ли и Крис Клэрмонт. Клэрмонт пошутил: «Вы можете нарисовать на бумаге что захотите, но на экране это выглядит не очень!» Том ДеСанто поддержал сине-жёлтую раскраску из комиксов, но пришёл к выводу, что на экране она неуместна. Чтобы не разочаровать фанатов, Сингер добавил в фильм диалог, в котором Циклоп, на жалобы Росомахи по поводу их формы, говорит: «А ты предпочитаешь сине-жёлтый спандекс?» Сингер отметил, что чёрная прочная одежда имеет больше смысла для Людей Икс, чем одежда из комиксов. Лорен Шулер Доннер добавила, что «эти костюмы помогли им слиться с мраком».
В конце 1990-х годов всё более широкое распространение получает графика CGI. Сингер побывал на съёмочных площадках фильмов «Звёздные войны: Эпизод I — Скрытая угроза» и «Титаник», чтобы понять устройство применения спецэффектов. В декабре 1999 года, уже после начала съёмок, были наняты компании Digital Domain, Cinesite, Kleiser-Walczak Construction Co., Hammerhead Production, Matte World Digital, C.O.R.E и POP.

#### Росомаха
Компанией FXSMITH было создано множество пластиковых и металлических когтей для Росомахи. Большинство времени использовались пластиковые; процесс их отливания происходил под давлением, таким способом можно было отливались около пятисот когтей в день. Сначала предполагалось ношение когтей под протезами, но из-за опасности поранить актёров пришлось придумать новое приспособление — рукоятка к ладони для крепления когтей на проводах, которые просовывались между пальцами. Было сооружено специальное приспособление для выдвигания когтей как из голых рук, так и из-под перчаток, которое срабатывало по нажатию на переключатель. В отдельных сценах когти создавались при помощи компьютерной графики. Для этого на руках актёра наносились контрольные точки, с помощью которых программным обеспечением налаживались компьютерные когти с правильным освещением.
Из-за высокого роста Хью Джекмана — 189 см (а у Росомахи из комиксов — 160 см), его снимали под определённым углом или только от талии, а другие актёры ходили на высокой обуви, что помогло сделать Джекмана визуально ниже.

#### Циклоп
Эффектом лучей энергии из глаз Циклопа занималась компания Hammerhead. Её руководитель, Тереза Эллис, рассказала: «Это не было точным переводом лучей из комиксов. Эти лучи, хотя и немного отличались у разных художников, всегда состояли из белой сердцевины, красной оболочки и вспышки на конце. Для фильма Брайан хотел, чтобы луч Циклопа выглядел как жидкая сталь в движении — что предполагает большее физическое присутствие, большее взаимодействие с окружающей средой, чем типичные лазерные лучи». Эффект состоял из центрального элемента свечения глаз и нескольких ярких пульсирующих кругов, которые показывали направление и силу луча. Специальные рубиново-кварцевые очки, сдерживающие лучи Циклопа, были изготовлены компанией Oakley.

#### Шторм
Для имитации сильного ветра, которым Шторм поражает Саблезубого в лесу, была использована большая ветреная машина. Начало этого снежного ветра было сделано компанией Hammerhead при помощи компьютерной графики, а практический снежный эффект был сделан компанией The Effects Group.
В комиксах глаза Шторм всё время светились белым светом, однако Сингер предпочёл чтобы глаза светились только когда она использует свои силы. Из-за отказа Хэлли Берри носить изготовленные для неё белые контактные линзы, свечение глаз было добавлено в постпроизводстве компанией Cinesite. С подачи руководителя компании, Мишеля Дж. Макалистера, этот эффект свечения был дополнен: он менялся в зависимости от эмоционального состояния Шторм. По словам Мишеля, «эта привязка к душевному состоянию Шторм была в дальнейшем важна, когда она действительно разозлится. Для этого мы предложили добавить тонкие молнии которые едва появляются из её глаз».
Дополнительно к эффекту Шторм были предложены молнии, исходящие из её волос. «Хотя это и было ещё одно отступление от первоначальной концепции, после пробного кадра реакция была замечательной, Брайану это понравилось, и студия удвоила количество кадров, чтобы в фильм их вошло больше», рассказал Макалистер. Чтобы добавить молнии к отснятым кадрам использовалось три слоя: основой эффекта был размытый рассеянный цветовой слой, двигающийся в соответствии с анимацией молнии, затем накладывалась сама молния и поверх ещё один рассеянный слой.

#### Мистик
Грим Мистик состоял из 17 крупных силиконовых протезов и около сотни мелких. Все они были самоклеящимися и многоразовыми, а также хорошо растягивались вдоль мышц, не образуя морщин, несмотря на то, что были сделаны по плоским шаблонам. Около 2/3 тела актрисы было покрыто протезами, которым оставалось только подклеить края; остальное пространство между протезами было подкрашено. Сперва планировалась покраска пищевыми красителями, но из-за того, что они сложно удалялись, а актрисе после съёмок фильма требовалось быть на модельных съёмках, пришлось отказаться от пищевых красителей в пользу краски.
Из-за большой чувствительности глаз актрисы, она не могла носить жёлтые контактные линзы, требуемые для образа героини. Решено было надеть сперва очень пористые линзы, а поверх жёлтые. Так как из-за цветных линз актриса была ограничена в передвижении, некоторые боевые сцены снимались без них, и позже были наложены при помощи графики компанией POP.

#### Сенатор Келли
Для сцены мутаций Келли технический директор Digital Domain Шон Каннингем и ведущий специалист по комбинированной съёмке Клаас Хенке превратили Брюса Дэвисона в жидкого человека. Каннингем сказал: «Для этого использовалось много цифровых слоёв: вода без преломления, вода с мутностью, кожа с и без бликов, кожа со слизью. При рендеринге вместе, это заняло 39 часов на кадр». Они рассматривали возможность показать во время мутирования внутренние органы Келли, но, по словам Каннингема, ему «это показалось слишком ужасным».

### Саундтрек
В начале Сингер обратился с предложением написать музыку для фильма к Джону Уильямсу, но композитор в то время был занят работой над «Спасти рядового Райана». Тогда Сингер обратился к Джону Оттману. В это время он планировал срежиссировать «Городские легенды 2», а после написать музыку к Людям Икс, но когда студия перенесла выход фильма с декабря на июль 2000 года Оттман решил подписаться на «Городские легенды 2». В конце концов на пост композитора взяли Майкла Кэймена. Поскольку фильм был завершён незадолго до премьеры, Кэймен написал партитуру к готовым сценам, которые были присланы ему сразу после окончания работы над ними. Сингер попросил композитора не использовать никаких песен в саундтреке. В музыке Кэймен пытался «передать тон фильма Брайана Сингера, который снял, как для комикса, довольно серьёзный фильм, о классифицировании людей по расе, религии или типу, и предвзятом отношении к ним, основываясь на их врождённых характеристиках». Музыка помогает идентифицировать персонажей в фильме; это проявляется, например, в драке Росомахи с Мистик, которая приняла его облик: когда на экране Мистик, играет специально написанная для неё тема, которая исполняется на виолончели, по словам композитора «очень эротично звучащем инструменте». В первом наброске партитуры Кэймена было большое количество тем и богатая оркестровка. Но на ранних стадиях записи Лорен Шулер Доннер выразила своё недовольство музыкой Кэймена и вынудила его полностью переписать партитуру, сделать её более современной, используя меньше тем и больше электроники. Из-за временных ограничений продюсеры отказались от записи партитуры в Лондоне и записали музыку в Лос-Анджелесе.

| №   | Название                | Длительность |
| --- | ----------------------- | ------------ |
| 1.  | «Death Camp»            | 3:05         |
| 2.  | «Ambush»                | 3:26         |
| 3.  | «Mutant School»         | 3:48         |
| 4.  | «Magneto’s Lair»        | 5:01         |
| 5.  | «Cerebro»               | 2:13         |
| 6.  | «Train»                 | 2:35         |
| 7.  | «Magneto Stands-Off»    | 3:01         |
| 8.  | «The X-Jet»             | 3:47         |
| 9.  | «Museum Fight»          | 2:21         |
| 10. | «The Statue of Liberty» | 2:38         |
| 11. | «Final Showdown»        | 2:31         |
| 12. | «Logan and Rogue»       | 5:57         |

## Выход

### Маркетинг
Для рекламы фильма, телекомпания Fox Broadcasting Company выпустила в эфир специальный ролик «Часы мутантов» (англ. Mutant Watch), который показывал сцены слушаний в сенате сенатора Роберта Келли, на которых, как и в фильме, он выдвигал закон о регистрации мутантов. Для этой же цели студия создала сайт MutantWatch.com, на котором можно было зарегистрировать знакомых мутантов, пройти тест на мутантство и прочитать о кампании Келли. 1 июня 2000 года от Marvel Comics вышел комикс-приквел к фильму — «Люди Икс: Начало», раскрывающий предысторию Магнито, Роуг и Росомахи Также издательство выпустило комикс-адаптацию, основанную на событиях фильма. 6 июля 2000 года была выпущена консольная видеоигра X-Men: Mutant Academy, в которой были представлены костюмы и другие материалы из фильма.

### Прокат и кассовые сборы
| Даты выхода фильма в прокат по странам | Даты выхода фильма в прокат по странам | Даты выхода фильма в прокат по странам | Даты выхода фильма в прокат по странам | Даты выхода фильма в прокат по странам | Даты выхода фильма в прокат по странам |
| Страна                                 | Дата                                   | Страна                                 | Дата                                   | Страна                                 | Дата                                   |
| -------------------------------------- | -------------------------------------- | -------------------------------------- | -------------------------------------- | -------------------------------------- | -------------------------------------- |
| Австралия                              | 13 июля                                | Италия                                 | 27 октября                             | Словения                               | 26 октября                             |
| Австрия                                | 31 августа                             | Канада                                 | 14 июля                                | США                                    | 14 июля                                |
| Аргентина                              | 24 августа                             | Колумбия                               | 11 августа                             | Китайская Республика                   | 12 августа                             |
| Бельгия                                | 16 августа                             | Латвия                                 | 20 октября                             | Таиланд                                | 4 августа                              |
| Болгария                               | 6 октября                              | Ливан                                  | 28 сентября                            | Турция                                 | 3 ноября                               |
| Боливия                                | 31 августа                             | Литва                                  | 29 сентября                            | Уругвай                                | 11 августа                             |
| Бразилия                               | 11 августа                             | Малайзия                               | 3 августа                              | Филиппины                              | 30 августа                             |
| Великобритания                         | 18 августа                             | Мексика                                | 11 августа                             | Финляндия                              | 1 сентября                             |
| Венгрия                                | 2 ноября                               | Нидерланды                             | 28 сентября                            | Франция                                | 16 августа                             |
| Венесуэла                              | 23 августа                             | Новая Зеландия                         | 17 августа                             | Хорватия                               | 2 ноября                               |
| Германия                               | 31 августа                             | Норвегия                               | 8 сентября                             | Чехия                                  | 5 октября                              |
| Греция                                 | 13 октября                             | Парагвай                               | 13 октября                             | Чили                                   | 3 августа                              |
| Дания                                  | 8 сентября                             | Перу                                   | 10 августа                             | Швейцария                              | 16 августа                             |
| Доминиканская Республика               | 10 августа                             | Польша                                 | 13 октября                             | Швеция                                 | 2 августа                              |
| Египет                                 | 1 ноября                               | Португалия                             | 29 сентября                            | Эквадор                                | 25 августа                             |
| Израиль                                | 12 октября                             | Пуэрто-Рико                            | 20 июля                                | Эстония                                | 10 ноября                              |
| Индия                                  | 13 октября                             | Россия                                 | 19 октября                             | ЮАР                                    | 22 сентября                            |
| Индонезия                              | 16 августа                             | Румыния                                | 10 ноября                              | Республика Корея                       | 27 июля                                |
| Исландия                               | 18 августа                             | Сингапур                               | 27 июля                                | Ямайка                                 | 19 июля                                |
| Испания                                | 6 октября                              | Словакия                               | 5 октября                              | Япония                                 | 7 октября                              |

Премьера фильма состоялась 12 июля 2000 года на острове Эллис. 13 июля фильм вышел в Австралии, 14 июля в США и Канаде. В первый день проката в США фильм собрал 20,785,331 $, а за первые выходные 54,471,475 $. В то время «Люди Икс» были на шестом месте по сборам за первые выходные в США. В большинстве стран фильм вышел в августе, и собрал 139,039,810 $, что вместе с 157,299,717 $ в США и Канаде даёт общую сумму 296,339,527 $ по всему миру.

### Отзывы и критика
| Рейтинги                | Рейтинги |
| Издание                 | Оценка   |
| ----------------------- | -------- |
| Allmovie                | [ 68 ]   |
| eFilmCritic             | [ 69 ]   |
| Internet Movie Database | [ 70 ]   |
| Empire                  | [ 71 ]   |
| IGN                     | [ 72 ]   |
| Metacritic              | [ 73 ]   |
| Rotten Tomatoes         | [ 74 ]   |

Люди Икс получили в основном положительные отзывы критиков. На Rotten Tomatoes рейтинг фильма составил 82 % по данным 175 обзоров, средний балл составил 7,1/10. Мнение критиков на сайте гласит: «Верные комиксам и наполненные экшеном, „Люди Икс“ переносят на экран толпу классических персонажей Marvel с талантливым ансамблем актёров и удивительно острым повествованием». На сайте Metacritic фильму дали 64/100 баллов, на основе 33 обзоров, указывающих на «общие положительные отзывы». Аудитория опрошенных на CinemaScore дала фильму оценку A- по шкале от A до F.
Джеймс Берардинолли из ReelReviews.net, поклонник комиксов о Людях Икс, считает, что: «фильм идёт в правильном темпе, с хорошим балансом между экспозицией, развитием персонажей и экшеном со спецэффектами. Ни за сюжетом, ни за отношениями персонажей следить не трудно, и фильм избегает ситуации, когда тратится слишком много времени на объяснение того, что объяснять не нужно. Любители „Людей Икс“, вероятно, будут разделены во мнениях о том, является ли картина успехом или провалом». Дессон Томсон из The Washington Post прокомментировал: «Фильм приятен внешне, но я подозреваю, что многие люди, даже фанаты, будут не в восторге от того, что скрывается или не скрывается под ним».
Роджер Эберт из Chicago Sun-Times сказал, что: «вначале мне понравился этот фильм, пока ждал, что произойдёт что-то действительно интересное. Когда ничего не произошло, он мне всё равно не разонравился; я предполагаю, что „Люди Икс“ будут дальше развивать свои личности, если будет продолжение, и, возможно, найдут время, чтобы втянуться в сюжет. Без сомнения, фанаты комиксов поймут тонкие аллюзии и нюансы поведения; им стоит задерживаться в фойе после каждого показа, чтобы отвечать на вопросы». Питер Треверс из Rolling Stone отметил: «Поскольку это фильм о Росомахе, все Люди Икс, которые не зависят непосредственно от его истории, получают мало внимания. В роли Шторм Хэлли Берри может проделывать ловкие трюки с погодой, но её роль унесло ветром. Отстойно, что Стюарт и Маккеллен, два превосходных актёра, используются недостаточно».

### Издания
В США на DVD и VHS «Люди Икс» вышли 21 ноября 2000 года, в День благодарения. К концу года фильм оказался на седьмом месте в списке сборов с домашнего релиза, заработав 141 млн $. В 2003 году, перед выходом «Люди Икс 2», вышла новая версия DVD — X-Men 1.5. В неё входило содержимое первого DVD, но добавились некоторые материалы со съёмок, вырезанные сцены и интервью с создателями и актёрами. На Blu-ray «Люди Икс» выпустили в составе трилогии 20 апреля 2009 года. В нём содержатся многие материалы из X-Men 1.5, но появились новые режимы просмотра и комментарии от создателей.

### Награды и номинации
| Год  | Награда               | Категория                          | Номинант                                              | Результат | Примечание |
| ---- | --------------------- | ---------------------------------- | ----------------------------------------------------- | --------- | ---------- |
| 2001 | MTV Movie & TV Awards | Лучший фильм                       | «Люди Икс»                                            | Номинация | [ 83 ]     |
| 2001 | MTV Movie & TV Awards | Прорыв года                        | Хью Джекман                                           | Номинация | [ 83 ]     |
| 2001 | MTV Movie & TV Awards | Лучшая экранная команда            | Холли Берри, Анна Пэкуин, Джеймс Марсден, Хью Джекман | Номинация | [ 83 ]     |
| 2001 | Сатурн                | Лучший научно-фантастический фильм | «Люди Икс»                                            | Победа    | [ 83 ]     |
| 2001 | Сатурн                | Лучший режиссёр                    | Брайан Сингер                                         | Победа    | [ 83 ]     |
| 2001 | Сатурн                | Лучший актёр                       | Хью Джекман                                           | Победа    | [ 83 ]     |
| 2001 | Сатурн                | Лучшая актриса второго плана       | Ребекка Ромейн                                        | Победа    | [ 83 ]     |
| 2001 | Сатурн                | Лучший сценарий                    | «Люди Икс»                                            | Победа    | [ 83 ]     |
| 2001 | Сатурн                | Лучшие костюмы                     | «Люди Икс»                                            | Победа    | [ 83 ]     |
| 2001 | Сатурн                | Лучший молодой актёр/актриса       | Анна Пэкуин                                           | Номинация | [ 83 ]     |
| 2001 | Сатурн                | Лучший актёр второго плана         | Патрик Стюарт                                         | Номинация | [ 83 ]     |
| 2001 | Сатурн                | Лучшие спецэффекты                 | «Люди Икс»                                            | Номинация | [ 83 ]     |
| 2001 | Сатурн                | Лучший грим                        | «Люди Икс»                                            | Номинация | [ 83 ]     |
| 2004 | Сатурн                | Лучшая DVD-коллекция               | «Люди Икс»                                            | Номинация | [ 83 ]     |

## Продолжения
Как только стало ясно, что фильм окупится в прокате, студия 20th Century Fox запустила в производство сиквел. Режиссёром опять выступил Брайан Сингер, актёрский состав остался прежним, к нему добавились новые актёры: Брайан Кокс в роли Страйкера, Алан Камминг в роли Ночного Змея и Келли Ху в роли Юрико Оямы. Премьера фильма «Люди Икс 2» состоялась 24 апреля 2003 года. При бюджете 110 млн $ фильм собрал 407 млн, что значило кассовый успех. В 2006 году вышел триквел, «Люди Икс: Последняя битва». Режиссёром назначили Бретта Ратнера, сценарий написал Дэвид Хейтер, актёрский состав остался без изменений.
В 2011 на экраны вышел приквел трилогии, «Люди Икс: Первый класс». Действия разворачивались во время Карибского кризиса, а молодые версии Профессора Икс, Магнето, Мистик и Зверя исполнили Джеймс Макэвой, Майкл Фассбендер, Дженнифер Лоуренс и Николас Холт. Режиссёром выступил Мэттью Вон, сценарий написали Эшли Миллер, Зак Стенц и Джейн Голдман. В 2014 вышло продолжение фильма «Люди Икс: Первый класс» — «Люди Икс: Дни минувшего будущего». На режиссёрское место вернулся Брайан Сингер, сценарий написал Саймон Кинберг. К ролям вернулись Джеймс Макэвой, Майкл Фассбендер, Дженифер Лоуренс и Николас Холт; в фильме снялись и главные актёры первых фильмов — Патрик Стюарт, Иэн Маккелен, Хью Джекман и Хэлли Берри.
В фильме «Дэдпул и Росомаха» (2024) Кинематографической вселенной Marvel, наряду с очередным появлением Хью Джекмана в роли Росомахи, Рэй Парк и Тайлер Мэйн спустя 24 года вернутся к своим ролям Жабы и Саблезубого соответственно, членов Братства мутантов